# Juan Ignacio Silva (futbolista)
Juan Ignacio Silva (Berisso, Provincia de Buenos Aires, Argentina; 9 de septiembre de 1997) es un futbolista argentino. Juega de volante  y su actual equipo es Villa San Carlos de la Primera B Metropolitana.

## Carrera
Silva comenzó su carrera en Gimnasia y Esgrima de La Plata. Su debut ocurrió el 11 de mayo de 2015, ingresando a los 83 minutos por Omar Pouso en el empate a 0 contra Sarmiento de Junín.
Debido a las pocas oportunidades en el Lobo, Silva fue traspasado a Aldosivi en 2018.

## Clubes
|  | Club                            | País      | Año               |
|  | ------------------------------- | --------- | ----------------- |
|  | Gimnasia y Esgrima (LP)         | Argentina | 2015 - 2018       |
|  | Aldosivi                        | Argentina | 2018 - 2019       |
|  | Villa San Carlos                | Argentina | 2019 - 2021       |
|  | Guillermo Brown (Puerto Madryn) | Argentina | 2022              |
|  | Almagro                         | Argentina | 2023              |
|  | Villa San Carlos                | Argentina | 2024 - Actualidad |

## Estadísticas

### Clubes
- Actualizado hasta el 19 de abril de 2019.

| Gimnasia y Esgrima (LP) Argentina |                     |                     |   |   |   |   |   |   |   |   |
| 1.ª | 2015                | 1                   | 0 | 0 | 0 | - | - | 1 | 0 |   |
| 1.ª | 2016                | 1                   | 0 | 0 | 0 | - | - | 1 | 0 |   |
| 1.ª | 2016-17             | 1                   | 0 | 0 | 0 | - | - | 1 | 0 |   |
| 1.ª | 2017-18             | 0                   | 0 | 0 | 0 | - | - | 0 | 0 |   |
| Total club | Total club          | 3                   | 0 | 0 | 0 | - | - | 3 | 0 |   |
| Aldosivi Argentina |                     |                     |   |   |   |   |   |   |   |   |
| 1.ª | 2018-19             | 0                   | 0 | 1 | 0 | - | - | 1 | 0 |   |
| Total club | Total club          | 0                   | 0 | 1 | 0 | - | - | 1 | 0 |   |
| Total en su carrera | Total en su carrera | Total en su carrera | 3 | 0 | 1 | 0 | - | - | 4 | 0 |
| (1) Las copas nacionales se refiere a la Copa Argentina. (2) Las copas internacionales se refiere a la Copa Libertadores y a la Copa Sudamericana. |                     |                     |   |   |   |   |   |   |   |   |